# بومباردييه سي آر جيه 700
بومباردييه سي أر جيه 700 (بالإنجليزية: Bombardier CRJ700 series)‏ عائلة من الطائرات الإقليمية تشمل طرازات سي أر جيه 700 وسي أر جيه 900 وسي أر جيه 1000، أنتجت في 1999، من قبل شركة بومباردييه إيروسبيس الكندية، وبنيت أستنادا على طائرة بومباردييه سي أر جيه 200، ويتم التجميع النهائي للطائرة في مطار مونتريال ميرابيل الدولي، في ميرابيل، كيبيك، خارج مونتريال، كندا.
تستخدم بشكل أساسي من قبل خطوط سكاي ويست الجوية. كان أول طيران لها في مايو 1999. دخلت الخدمة في 2001، ومازالت في الخدمة حتى الآن. صنع منها 636 طائرة، و بلغ سعر الطائرة الواحدة منها عام (2006) مابين 24 و39.7 مليون دولار أمريكي .
.

## التطوير
- - التطوير**
  - الأصول**

خلال أوائل التسعينيات، أبدت شركة بومباردييه أيروسبيس اهتمامًا بتطوير نسخ أكبر من سلسلة CRJ100/200؛ حيث بدأت أعمال التصميم المرتبطة بها في عام 1994.[1] سعت سلسلة CRJ-X، كما أُطلق عليها في البداية، إلى المنافسة مع الطائرات الإقليمية الأكبر مثل فوكر 70/فوكر 100 أو عائلة BAe 146.[2][3][4] تميزت CRJ-X بجسم ممدود، وجناح أطول، ومحركات General Electric CF34-8C مُطورة، مع الحفاظ على تصنيف نوعي مشترك مع CRJ الأساسية. حسّنت امتدادات الحافة الأمامية والشراعات الرفع العالي من أداء الجناح، وشملت التغييرات الديناميكية الهوائية الأخرى زيادة حجم الذيل الأفقي.[5] بحلول مارس 1995، أكدت اختبارات نفق الرياح منخفضة السرعة مدى يصل إلى 2,830 كم (1,530 ميل بحري) للنسخة الأمريكية المكونة من 74 مقعدًا و2,350 كم للنسخة الأوروبية المكونة من 72 مقعدًا.[6] كان من المخطط تسليم الطائرات الأولى بحلول عام 1999.[7]
في عام 1995، قُدِّرت تكلفة التطوير بحوالي 300 مليون دولار كندي (200 مليون دولار أمريكي).[8] في يونيو 1996، اختارت بومباردييه مجموعة أفيونكس Pro Line 4 من Rockwell Collins.[9] وفي مايو 1996، أطلقت General Electric رسميًا نسخة CF34-8C المختارة مسبقًا.[10][5] أدى إعادة التصميم الواسعة إلى احتفاظ CRJ700 بنسبة 15% فقط من هيكل CRJ200.[11] تأخر إطلاق CRJ-X عدة أشهر بسبب المفاوضات مع الموردين والمقاولين الفرعيين.[12] وفي سبتمبر 1996، أذن مجلس إدارة بومباردييه ببيع CRJ-X.[13][14] وفي يناير 1997، أُطلق CRJ-X رسميًا.[15][1]
- - الإطلاق**

في سبتمبر 1998، درست بومباردييه أيضًا نموذج BRJ-X الجديد تمامًا المكون من 90 مقعدًا.[16][17] لاحقًا، ألغت الشركة المشروع لصالح نسخة ممدودة من CRJ-X بتكلفة أقل، عُرفت لاحقًا باسم CRJ900، بينما أُطلق على CRJ-X الأصلي اسم CRJ700.[18] تضمنت CRJ700 عدة ميزات من CRJ900، مثل الجناح المُعدّل وتحسينات الأفيونكس.[19] تشترك CRJ700 وCRJ900 في تصنيف نوعي، مما يسمح بتأهيل الطاقم عبر دورة تدريبية مدتها ثلاثة أيام.[20]
في مارس 1997، خُطِّط لأربع نماذج أولية لبرنامج اختبار الطيران لـCRJ700.[1] في 27 مايو 1999، قام النموذج الأول لـCRJ700 بأول رحلة جوية.[21] في ذلك الوقت، كان من المتوقع الحصول على شهادة النوع بحلول عام 2001.[22][23] بحلول عام 1999، استثمرت بومباردييه 650 مليون دولار كندي (440 مليون دولار أمريكي) لتطوير CRJ700 المكونة من 70 مقعدًا، وكانت على وشك استثمار 200 مليون دولار كندي إضافية لتطوير CRJ900 الممدودة إلى 90 مقعدًا؛ حيث سُعِّرت CRJ700 حينها بـ24–25 مليون دولار، بينما سُعِّرت CRJ900 الأكبر بـ28–29 مليون دولار.[24] في مايو 2000، تأخر إطلاق CRJ900 لإجراء مفاوضات تعاقدية بينما ظلت الشهادة على المسار الصحيح.[25] وفي يوليو 2000، أُطلقت CRJ900 رسميًا.[26] استهدفت النسخة الممدودة عملاء CRJ200/CRJ700 الحاليين الباحثين عن طائرات أكبر.[27]
أُقيم منشأة تجميع نهائية جديدة في مطار مونتريال-ميرابيل الدولي، حيث لم يكن خط إنتاج CRJ100/200 الحالي قادرًا على تلبية الطلب.[28] في يناير 2001، منحت هيئة النقل الكندية CRJ700 شهادة الموافقة النوعية.[29] وفي مايو 2001، كانت شهادة FAA الأمريكية لـCRJ700 قريبة، لكنها تطلبت تعديلين بسيطين متعلقين بالأفيونكس.[30] خلال أكتوبر 2000، كان أحد نماذج CRJ700 الأولية يُحوَّل لتمثيل تكوين CRJ900، وانضم إليه لاحقًا طائرة اختبار ثانية مُصممة خصيصًا.[31] في 21 فبراير 2001، قامت CRJ900 بأول رحلة جوية قبل الموعد المخطط بخمسة أشهر.[32][19] وبحلول مارس 2002، كان من المتوقع دخول CRJ900 الخدمة في 2003.[33]
- - تطوير إضافي**

مقاعد كابينة CRJ1000 NextGen بأربعة صفوف
قمرة قيادة CRJ1000 NextGen
خلال 2007، أطلقت بومباردييه CRJ900 NextGen لتحل محل النسخة الأولية. حسّنت تحسيناتها وفوهة التوربين الاقتصاد في الوقود بنسبة 5.5%.[34] يتميز النموذج الجديد باقتصاديات أفضل وكابينة جديدة مشتركة مع CRJ700 NextGen وCRJ1000 NextGen. كانت شركة ميسابا للطيران (المعروفة حاليًا باسم Endeavor Air)، التي كانت تعمل آنذاك تحت اسم Northwest Airlink (الآن Delta Connection)، العميل الأول لـCRJ900 NextGen، ولا تزال أكبر مشغل لها. تم تجهيز أسطول Endeavor من طائرات CRJ900 NextGen بتكوين مقاعد من فئتين: 12 مقعدًا من الدرجة الأولى و64 مقعدًا من الدرجة السياحية.[_بحاجة لمصدر_]
خلال 2008، حلّت CRJ700 NextGen محل CRJ700، وتميزت باقتصاديات محسّنة وكابينة مُعدّلة مشتركة مع CRJ900 NextGen وCRJ1000 NextGen. في يناير 2011، طلبت شركة SkyWest Airlines أربع طائرات من طراز CRJ700 NextGen.[35]
خلال 2016، بدأت بومباردييه تقديم تصميم كابينة حديثة لسلسلة CRJ؛ حيث وفرت هذه الكابينة مدخلًا أكثر اتساعًا، وحاويات علوية أكبر، ونوافذ أكبر موضوعة أعلى الجسم، ومقاعد جديدة، ودورات مياه أكبر، وإضاءة مُحدَّثة.[36] في هذا الوقت، مُدِّدت فترات الصيانة أيضًا إلى 800/8,000 ساعة طيران.[34] اعتبارًا من صيف 2018، أصبحت فحوصات "A" تُجرى كل 800 ساعة طيران، بينما فحوصات "C" كل 8,000 ساعة طيران. كما أدى اعتماد فوهة محرك مخروطية جديدة إلى تحسين كفاءة الوقود بنسبة 1%.[37]
خلال عمرها الإنتاجي، تنافست عائلة CRJ لاحقًا مع عائلة Embraer E-Jet. إن إعادة تجهيز CRJ بمحركات أحدث وأكثر كفاءة، مثل GE Passport، لتحل محل محركات GE CF34 الحالية (على غرار منافستها Embraer E-Jet E2)، ستكون غير مُجدية بسبب تكاليف الشهادة المرتفعة، خاصةً أن المحركات الجديدة أكبر حجمًا وأثقل وزنًا، مما يقلل من تحسينات استهلاك الوقود على المسارات الإقليمية القصيرة.[38]

## المشغلون

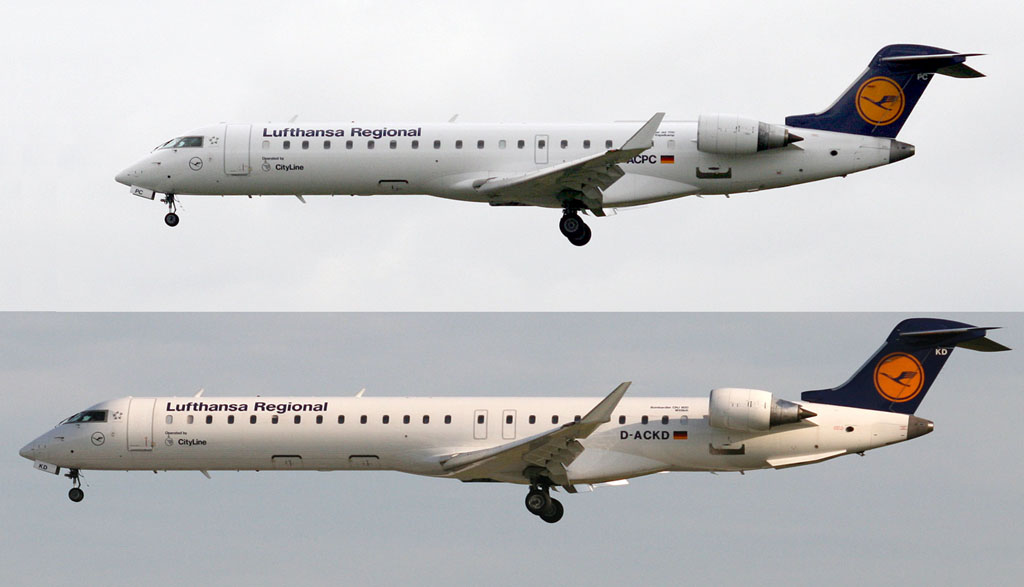
مقارنة بين بومباردييه CRJ700 (أعلى) وCRJ900 (اسفل)

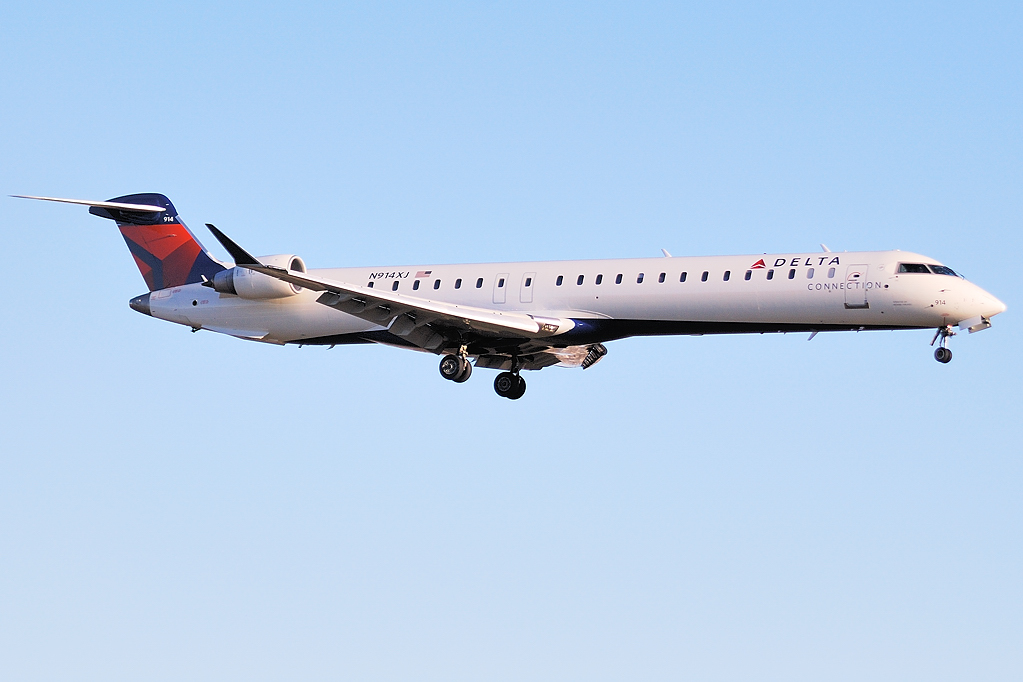
A CRJ900 بكسوة الوان دلتا كونيكشن

اعتبارا من يوليو عام 2015، كانت هناك 317 طائرة سي آر جيه 700 (كل المتغيرات)، و 339 طائرة سي آر جيه 900 (كل المتغيرات) و 40 طائرة سي آر جيه 1000 في خدمة الطيران مع كل من: «خطوط سكاي ويست الجوية» (132)، «طيران انديفور» (81)، خطوط ميسا الجوية (78)، خطوط إكسبرس الجوية (Expressjet) (71)، خطوط قوجتس الجوية (GoJet) (50)، خطوط بي إس أي أيرلاينس الجوية (48)، إنفوي للطيران (43)، HOP! (27)، طيران نوستروم (21)، خطوط الصين اكسبرس الجوية (18)، لوفتهانزا سيتي لاين (18)، جيرمان وينغز (17)، شركة طيران اير كندا اكسبرس (16)، غارودا إندونيسيا (15)، الخطوط الجوية الاسكندنافية (12)، وغيرها من المشغلين مع عدد أقل من الطائرات..

### الطلبات والتسليم
| سلسلة النموذج | أوامر | التسليم | شاغرة |
| ------------- | ----- | ------- | ----- |
| CRJ700        | 336   | 327     | 9     |
| CRJ705        | 16    | 16      | 0     |
| CRJ900        | 428   | 392     | 36    |
| CRJ1000       | 68    | 47      | 21    |
| Total         | 848   | 782     | 66    |

البيانات من بومباردييه كما في 30 يونيو 2016.

## انظر أيضا

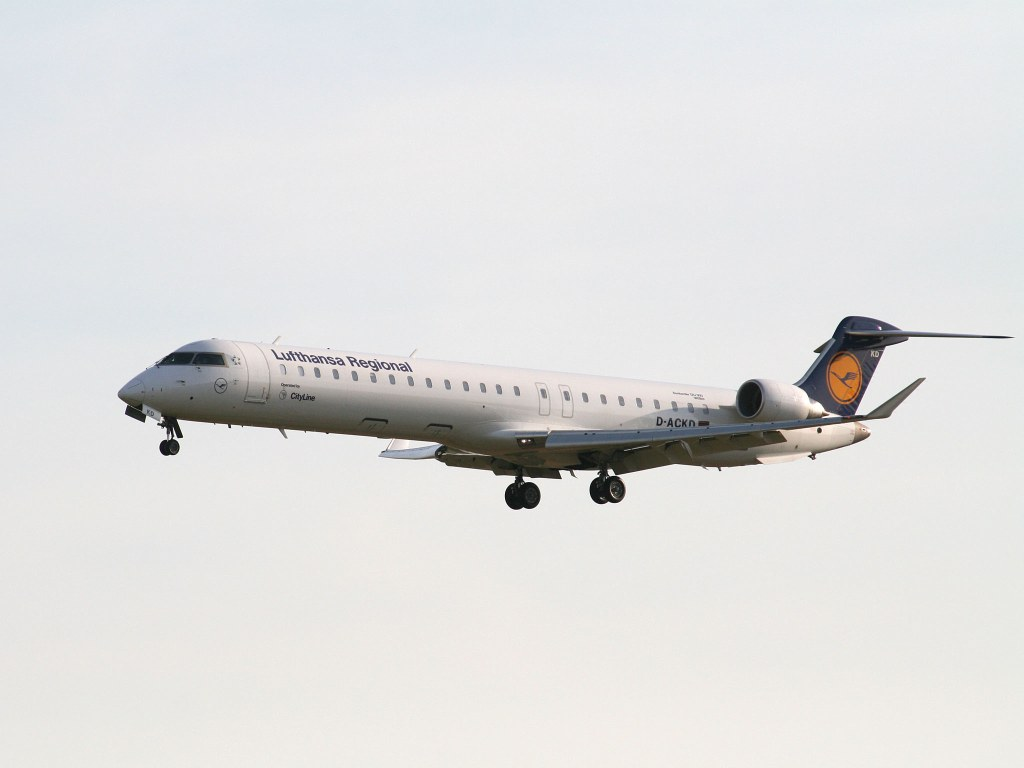
Lufthansa CityLine CRJ900

### أوامر الشراء الأخيرة
| التاريخ          | النوع   | الزبون                               | الطلبية | خيارات | ملاحظات                                                                                  |
| ---------------- | ------- | ------------------------------------ | ------- | ------ | ---------------------------------------------------------------------------------------- |
| 9 February 2012  | CRJ900  | خطوط الصين اكسبرس الجوية             | 6       | 5      | BBD بيان صحفي                                                                            |
| 10 February 2012 | CRJ1000 | غارودا إندونيسيا                     | 6       | 18     | BBD بيان صحفي                                                                            |
| 19 March 2012    | CRJ900  | طيران رواند                          | 2       | 2      | BBD بيان صحفي                                                                            |
| 20 June 2012     | CRJ1000 | Nordic Aviation Capital              | 12      | 0      | BBD بيان صحفي                                                                            |
| 6 December 2012  | CRJ900  | خطوط دلتا الجوية                     | 40      | 30     |                                                                                          |
| 6 December 2012  | CRJ700  | عميل صيني لم يكشف عنه                | 7       | 0      | BBD بيان صحفي                                                                            |
| 19 June 2013     | CRJ1000 | طيران أريك                           | 3       | 0      | BBD بيان صحفي                                                                            |
| 2 December 2013  | CRJ900  | خطوط الصين اكسبرس الجوية             | 3       | 13     | BBD بيان صحفي                                                                            |
| 12 December 2013 | CRJ900  | الخطوط الجوية الأمريكية              | 30      | 40     | Operated by American Airlines Group wholly owned subsidiary, PSA Airlines.               |
| 27 March 2014    | CRJ700  | عميل من أمريكا اللاتينية لم يكشف عنه | 1       | 0      | Specialized Configuration / BBD بيان صحفي                                                |
| 27 March 2014    | CRJ900  | خطوط أدريا الجوية                    | 2       | 0      | BBD بيان صحفي                                                                            |
| 31 March 2014    | CRJ900  | خطوط الصين اكسبرس الجوية             | 3       | -3     | Converted Conditional order / BBD بيان صحفي                                              |
| 30 June 2014     | CRJ900  | خطوط الصين اكسبرس الجوية             | 16      | 8      | Previously an undisclosed customer, revealed on 8 November 2014.                         |
| 10 November 2014 | CRJ900  | خدمات البترول الجوية                 | 1       | 0      | BBD بيان صحفي                                                                            |
| 1 March 2015     | CRJ900  | الخطوط الجوية الأمريكية              | 24      | 0      | BBD بيان صحفي                                                                            |
| 12 March 2015    | CRJ900  | Mesa Airlines                        | 7       | 0      | To be operated for American Eagle.                                                       |
| 2 October 2015   | CRJ900  | CityJet                              | 8       | 6      | BBD بيان صحفي. CityJet acquires the aircraft from customer that signed a firm agreement. |
| 2 October 2015   | CRJ700  | لم يكشف عن العميل                    | 2       | 0      | BBD بيان صحفي                                                                            |
| 31 December 2015 | CRJ900  | خطوط الصين اكسبرس الجوية             | 10      | -8     | BBD بيان صحفي.                                                                           |
| 25 April 2016    | CRJ900  | Trident Jet for CityJet              | 4       | -4     | BBD بيان صحفي.                                                                           |
| 26 April 2016    | CRJ900  | Jazz Air for Air Canada Express      | 5       | 5      | BBD بيان صحفي.                                                                           |
| 20 June 2016     | CRJ900  | لم يكشف عن العميل                    | 10      | 0      | BBD بيان صحفي.                                                                           |

## مواصفات
| الطراز                                | CRJ700                                      | CRJ900                                      | CRJ1000                                     |
| ------------------------------------- | ------------------------------------------- | ------------------------------------------- | ------------------------------------------- |
| طاقم قمرة القيادة                     | أثنان                                       | أثنان                                       | أثنان                                       |
| السعة المقعدية                        | 66 حتى 78                                   | 76 حتى 90                                   | 97 حتى 104                                  |
| سعة الشحن                             | 547 قدم3 / 15.5 متر3 5,375 رطل. / 2,438 كغم | 594 قدم3 / 16.8 متر3 6,075 رطل. / 2,756 كغم | 683 قدم3 / 19.4 متر3 7,180 رطل. / 3,257 كغم |
| الطول                                 | 106 قدم. 1 in. / 32.3 متر                   | 118 قدم. 11 in. / 36.2 متر                  | 128 قدم. 5 in. / 39.1 متر                   |
| مساحة الجناح                          | 760 قدم2 / 70.6 متر2                        | 765 قدم2 / 71.1 متر2                        | 833 قدم2 / 77.4 متر2                        |
| الارتفاع                              | 24 قدم. 10 in. / 7.6 متر                    | 24 قدم. 7 in. / 7.5 متر                     | 24 قدم. 6 in. / 7.5 متر                     |
| باع الجناح                            | 76 قدم. 3 in. / 23.2 متر                    | 81 قدم. 7 in. / 24.9 متر                    | 85 قدم. 11 in. / 26.2 متر                   |
| أقصى قطر لجسم الطائرة                 | 8 قدم. 10 in. / 2.7 متر                     | 8 قدم. 10 in. / 2.7 متر                     | 8 قدم. 10 in. / 2.7 متر                     |
| عرض المقصورة الأقصى                   | 100.5 in. / 2.55 متر                        | 100.5 in. / 2.55 متر                        | 100.5 in. / 2.55 متر                        |
| ارتفاع المقصورة                       | 74.4 in. / 1.89 متر                         | 74.4 in. / 1.89 متر                         | 74.4 in. / 1.89 متر                         |
| وزن الإقلاع الأقصى (MTOW)             | 75,000 رطل. / 34,019 كغم (ER)               | 84,500 رطل. / 38,330 كغم (LR)               | 91,800 رطل. / 41,640 كغم (ER)               |
| الوزن الأقصى للهبوط                   | 67,000 رطل. / 30,391 كغم                    | 75,100 رطل. / 34,065 كغم (LR)               | 81,500 رطل. / 36,968 كغم                    |
| Max Zero Fuel Weight (MZFW)           | 62,300 رطل. / 28,259 كغم                    | 70,750 رطل. / 32,092 كغم (LR)               | 77,500 رطل. / 35,154 كغم                    |
| Operating empty weight                | 44,245 رطل (20,069 كـغ)                     | 48,160 رطل (21,845 كـغ)                     | 51,120 رطل (23,188 كـغ)                     |
| Max payload                           | 18,055 رطل. / 8,190 كغم                     | 22,590 رطل. / 10,247 كغم (LR)               | 26,380 رطل. / 11,966 كغم                    |
| Range (225 رطل. / 102 كغم per pax.)   | 1,378 NM / 2,553 كم (ER)                    | 1,553 NM / 2,876 كم (LR)                    | 1,622 NM / 3,004 كم (ER)                    |
| Take off (ISA, SL, MTOW)              | 5,265 قدم. / 1,605 متر (ER)                 | 6,360 قدم. / 1,939 متر (LR)                 | 6,955 قدم. / 2,120 متر (ER)                 |
| Landing (ISA, SL, MLW)                | 5,040 قدم. / 1,536 متر                      | 5,355 قدم. / 1,632 متر                      | 5,740 قدم. / 1,750 متر                      |
| المحركات (2x)                         | GE CF34-8C5B1                               | GE CF34-8C5                                 | GE CF34-8C5A1                               |
| ISA +15 °C Flat Rated Thrust APR (2x) | 13,790 lbf. / 61.3 كيلو نيوتن               | 14,510 lbf. / 64.5 كيلو نيوتن               | 14,510 lbf. / 64.5 كيلو نيوتن               |
| Maximum cruise speed                  | 0.825 ماخ (473 عقدة، 876 كم / ساعة)         | 0.82 ماخ (470 عقدة، 871 كم / ساعة)          | 0.82 ماخ (470 عقدة، 871 كم / ساعة)          |
| Basic cruise speed                    | 0.78 ماخ (447 عقدة، 829 كم / ساعة)          | 0.78 ماخ (447 عقدة، 829 كم / ساعة)          | 0.78 ماخ (447 عقدة، 829 كم / ساعة)          |

Source: "CRJ Series Brochure" (PDF). بومباردييه إيروسبيس. يونيو 2015. مؤرشف من الأصل (PDF) في 2017-07-13.

## وصلات خارجية
- صفحة بومباردييه CRJ
- صفحة بومباردييه CRJ الجيل القادم  نسخة محفوظة 9 يونيو 2011 على موقع واي باك مشين.